# Vừa đi đường vừa kể chuyện
Vừa đi đường vừa kể chuyện là một tác phẩm văn học theo lối tự truyện được cho là Hồ Chí Minh viết với bút danh T.Lan. Trong tác phẩm, T. Lan là một cán bộ tháp tùng Chủ tịch, và được nghe Hồ Chí Minh kể lại nhiều câu chuyện khác nhau về Hồ Chí Minh trên suốt quãng đường đi cùng nhau. Hồ Chí Minh xuất hiện trong quyển sách như một người "Bác". Và T. Lan thực chất là bút danh của Chủ tịch Hồ Chí Minh.
Được công bố trên báo Nhân dân năm 1961 lần lượt đăng trên các số 2606, 2607, 2608, 2609, 2610, 2685, 2686, 2688, 2691, 2692, 2693, 2694, Vừa đi đường vừa kể chuyện được Nhà xuất bản Sự thật xuất bản thành sách năm 1963 và sau đó tác phẩm được tái bản nhiều lần ở các nhà xuất bản khác nhau. Riêng bản thảo gốc được lưu giữ tại Văn phòng Phủ Chủ tịch từ năm 1961-1969 và đến năm 1970 được chuyển giao cho Bảo tàng Hồ Chí Minh lưu giữ.

## Nội dung chính
Vừa đi đường vừa kể chuyện bắt đầu mạch truyện từ những ngày hoạt động bí mật ở Pháp những năm 1920. Sau đó, câu chuyện tiếp tục về những ngày tháng Hồ Chí Minh sang Nga vào giữa năm 1923, sang Trung Quốc năm 1924, sang Hương Cảng năm 1927, trở về Liên Xô, sang Đức, Pháp, Bỉ, Ý, Xiêm... cho đến ngày ông trở về Việt Nam sau hơn 30 năm xa cách. Trong tác phẩm này, Hồ Chí Minh kể lại rõ những câu chuyện trong hành trình vất vả của mình nhằm thực hiện Chiến dịch giải phóng Biên giới Việt-Trung vào tháng 9 năm 1950, trong cuộc Kháng chiến chống thực dân Pháp của Việt Nam (1945-1954)...
Bằng lối kể chuyện được đánh giá là hấp dẫn, đan xen giữa quá khứ với hiện tại và bằng những dẫn chứng cụ thể, thông qua Vừa đi đường vừa kể chuyện Hồ Chí Minh muốn khẳng định với người đọc những niềm tin của ông như "Cuộc kháng chiến của nhân dân ta, nó có thể kéo dài bốn, năm năm nữa, nhưng cuối cùng chúng ta nhất định thắng lợi", "Ngày nay đế quốc Mỹ đang đi theo vết xe chống cộng của Hitler, chắc chắn rằng số phận của đế quốc Mỹ cũng sẽ kết thúc một cách thảm hại như số phận của Hitler", "Chủ nghĩa xã hội nhất định sẽ thực hiện khắp thế giới: điều đó cũng rõ rệt và chắc chắn như mặt trời mọc từ phương Đông".

## Đánh giá
William J. Duiker, trong cuốn tiểu sử Ho Chi Minh: A Life, cho rằng việc Hồ Chí Minh dùng nhiều bút danh hoặc tên giả khi viết tự truyện và các bài báo trong suốt hàng chục năm là một trong các khó khăn về tư liệu tiểu sử đối với người định viết sách về ông.

## Đề cử thành Di sản tư liệu thế giới
Tận dụng mặt sau của những trang bản tin, tờ lịch..., những trang bản thảo được viết và sửa nhiều lần... Hiện tại, bản thảo viết của tác phẩm bao gồm ba bản: Bản thảo lần thứ nhất do Hồ Chí Minh viết tay và sửa. Bản thảo lần thứ hai do Hồ Chí Minh đánh máy và sửa. Bản thảo lần thứ ba do Văn phòng Chủ tịch đánh máy, Hồ Chí Minh sửa lại, sau đó gửi đăng báo. Toàn bộ các trang bản thảo lần thứ nhất và bản thảo lần thứ hai đều được Chủ tịch Hồ Chí Minh sử dụng mặt sau các trang bản tin, các trang tài liệu và các tờ lịch để viết. Điều đặc biệt của sưu tập tài liệu này, không chỉ là tài liệu nguyên gốc do chính Hồ Chí Minh viết; mà còn là tài liệu chỉ có một bản duy nhất, không có bản thứ hai; và duy nhất chỉ có ở Bảo tàng Hồ Chí Minh, không có ở bất kỳ nơi nào khác.
Do tính chất độc đáo của bản thảo và tác phẩm, Bảo tàng Hồ Chí Minh, nơi đang lưu giữ bản gốc tác phẩm đang tiến hành làm hồ sơ đề cử "Vừa đi đường vừa kể chuyện" trở thành Di sản tư liệu thế giới.